# Дреймонд Грін
Дреймонд Джамал Грін (старший) (англ. Draymond Jamal Green Sr., нар. 4 березня 1990, Сагіно, Мічиган, США) — американський професіональний баскетболіст, важкий форвард команди НБА «Голден Стейт Ворріорз». Гравець національної збірної США. Триразовий чемпіон НБА, Олімпійський чемпіон 2016 року.

## Ігрова кар'єра

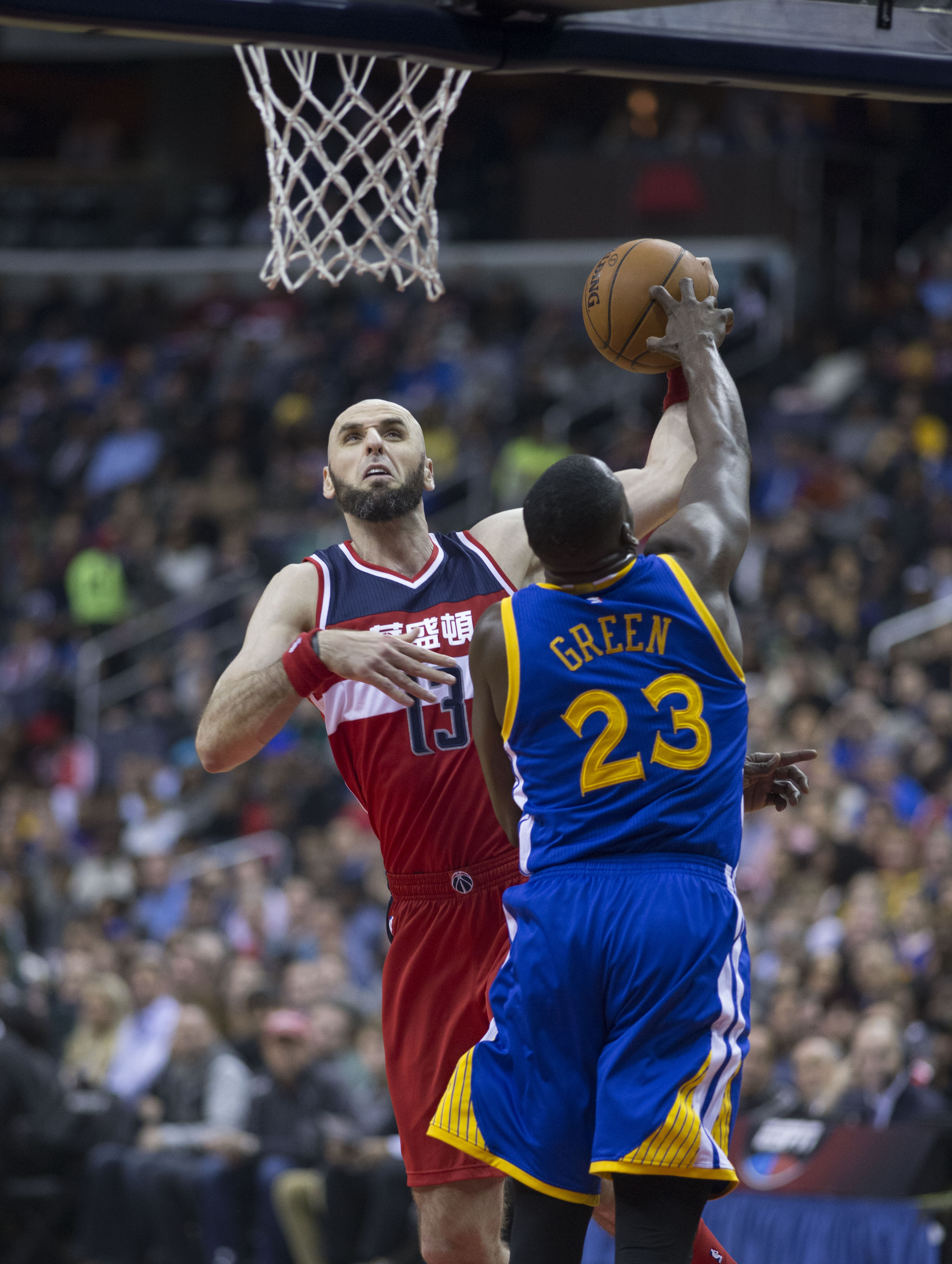
Грін захищається проти Марчіна Гортата

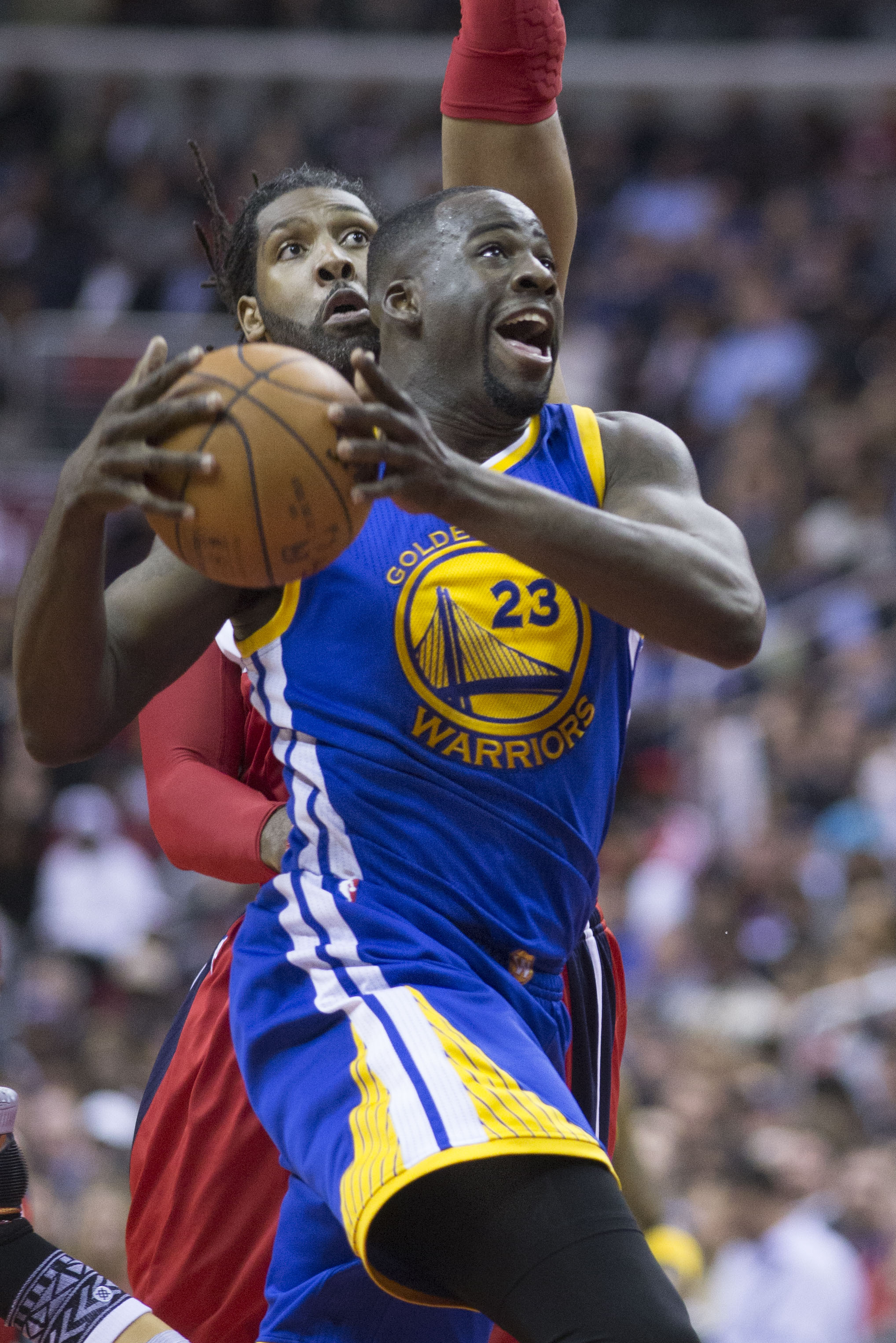
Грін у грі за «Голден-Стейт», 2016

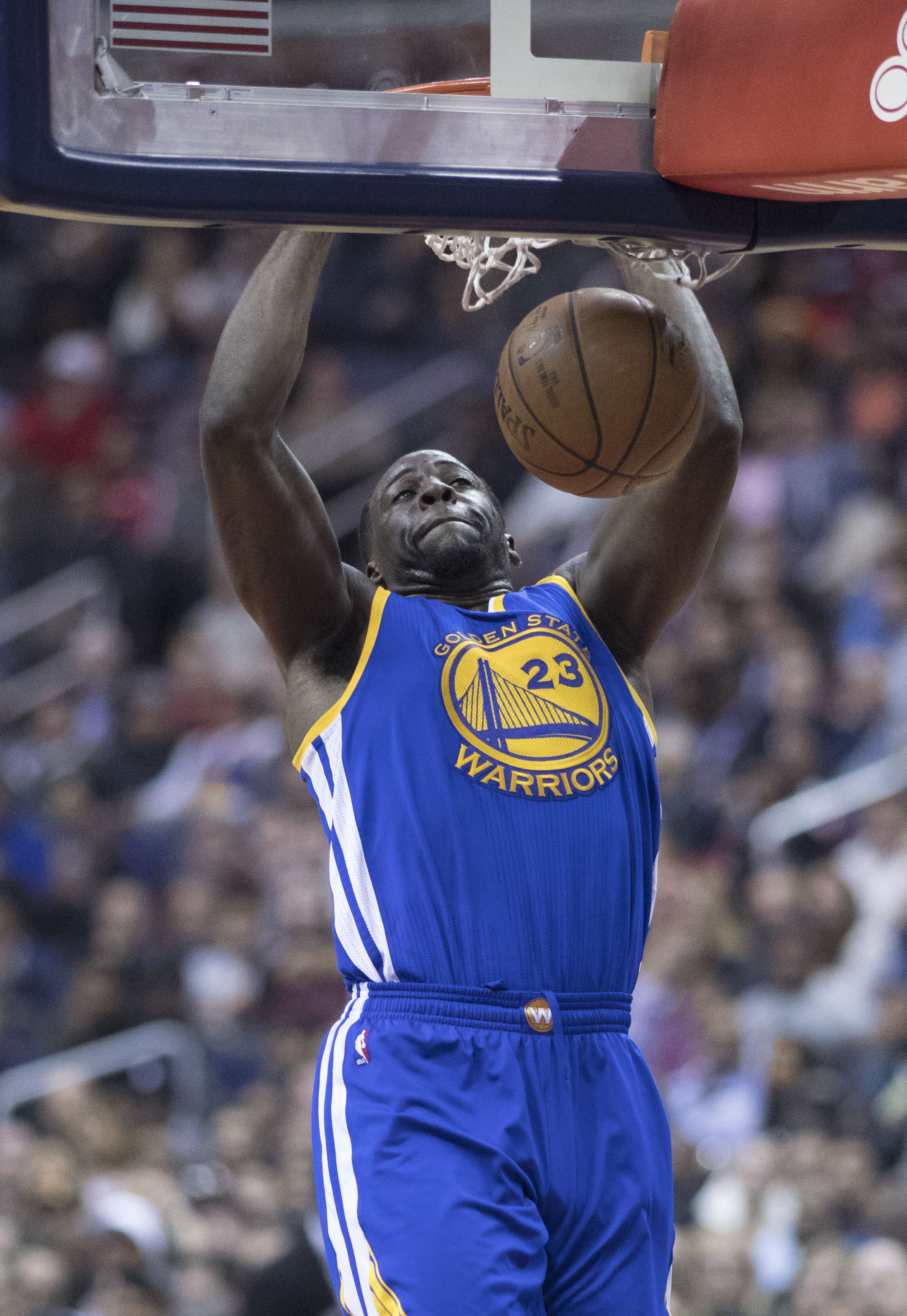
Грін у грі за «Ворріорз», 2017

На університетському рівні грав за команду Мічиган Стейт (2008–2012). На першому курсі допоміг команді дійти до фіналу турніру NCAA, де Мічиган Стейт програв Північній Кароліні. 2012 року був визнаний найкращим баскетболістом конференції, набираючи середній дабл-дабл з 16,2 очок та 10,6 підбирань. Закінчив студентську кар'єру з 1,096 підбираннями, що було найкращим показником в історії закладу.
2012 року був обраний у другому раунді драфту НБА під загальним 35-м номером командою «Голден-Стейт Ворріорз».
14 квітня 2014 року провів найрезультативніший на той момент матч у кар'єрі, набравши 20 очок у грі з «Міннесота Тімбервулвз». У другому сезоні загалом зіграв 82 матчі, 12 з яких у старті. Набирав 6,2 очка та 5 підбирань за гру. 
У сезоні 2014-2015 зайняв місце у стартовому складі. 6 грудня 2014 року оновив свій рекорд результативності, набравши 31 очко у переможному матчі з «Чикаго Буллз». За підсумками регулярного сезону зайняв друге місце у голосуванні за Найбільш прогресуючого гравця НБА та Найкращого захисного гравця НБА. Допоміг команді дійти до фіналу НБА, де «Голден-Стейт» став чемпіоном.
9 липня 2015 року підписав новий п'ятирічний контракт на суму 82 млн. доларів. 24 листопада допоміг команді виграти 16-й поспіль матч у сезоні, встановивши рекорд НБА. Взимку взяв участь у матчі всіх зірок НБА. Протягом сезону зробив 13 трипл-даблів, що було другим показником у лізі після Расселла Вестбрука. У плей-оф «Голден-Стейт» пройшов «Х'юстон Рокетс» у першому раунді, а у другому — «Портленд Трейл-Блейзерс». У третьому матчі проти «Портленда» Грін набрав рекордні для себе 37 очок. У фіналі Східної конференції «Ворріорз» зустрілись з «Оклахома-Сіті Тандер» та виграли його у складній серії з семи матчів. У фіналі НБА вдруге поспіль зустрілись з «Клівленд Кавальєрс» та програли у серії з семи матчів, незважаючи на 32 очки та 15 підбирань Гріна у останньому матчі.
Наступного сезону знову взяв участь у матчі всіх зірок НБА. 10 лютого 2017 у матчі проти «Мемфіс Гріззліс» зробив 12 підбирань, 10 асистів та 10 перехоплень, ставши першим гравцем у історії НБА, який зробив трипл-дабл, набравши менше 10 очок. 10 перехоплень також стали рекордними для франшизи. Допоміг команді пройти раунди плей-оф без жодної поразки, що сталось вперше в історії ліги. У фіналі НБА «Голден-Стейт» втретє поспіль зустрівся з «Клівлендом», здобувши перемогу та вдруге за три роки ставши чемпіоном НБА. За підсумками сезону Грін також отримав нагороду Найкращого захисного гравця НБА, ставши першим гравцем в історії франшизи, якому це вдалось.
4 січня 2018 року у матчі проти «Х'юстон Рокетс» набрав 17 очок, 14 підбирань та 10 асистів, ставши лідером в історії клубу за кількістю трипл-даблів (21) та обійшовши таким чином Тома Голу. У п'ятому матчі першого раунду плей-оф проти «Сан-Антоніо Сперс» набрав 17 очок та свої рекордні у плей-оф 19 піддбирань. Допоміг команді дійти до свого четвертого фіналу НБА поспіль та вдруге поспіль його виграти. Після фіналу НБА обігнав Вілта Чемберлейна у списку гравців «Ворріорз» з найбільшою кількістю пдібирань в плей-оф.
Наступного сезону вп'яте поспіль вийшов до фіналу НБА в складі команди, де щоправда, «Ворріорз» програли «Торонто Репторз».
1 лютого 2020 року повторив свій рекорд з кількості результативних передач в одному матчі, зробивши 16 асистів у грі проти «Клівленда».
26 лютого 2021 року в матчі проти «Шарлотт Горнетс» набрав 11 очок, 12 підбирань та рекордні для себе 19 результативних передач.
Взимку 2022 року вчетверте взяв участь у матчі всіх зірок НБА. Допоміг команді дійти до фіналу, де «Ворріорз» виграли чемпіонський титул у боротьбі з «Бостоном».

## Статистика виступів в НБА
| † | Позначає сезон, в якому Дреймонд Грін ставав чемпіоном НБА |
|   | Лідер ліги                                                 |

### Регулярний сезон
| Сезон              | Команда                 | GP  | GS  | MPG  | FG%  | 3P%  | FT%  | RPG | APG | SPG | BPG | PPG  |
| ------------------ | ----------------------- | --- | --- | ---- | ---- | ---- | ---- | --- | --- | --- | --- | ---- |
| 2012–13            | «Голден-Стейт Ворріорз» | 79  | 1   | 13.4 | .327 | .209 | .818 | 3.3 | .7  | .5  | .3  | 2.9  |
| 2013–14            | «Голден-Стейт Ворріорз» | 82  | 12  | 21.9 | .407 | .333 | .667 | 5.0 | 1.9 | 1.2 | .9  | 6.2  |
| 2014–15†           | «Голден-Стейт Ворріорз» | 79  | 79  | 31.5 | .443 | .337 | .660 | 8.2 | 3.7 | 1.6 | 1.3 | 11.7 |
| 2015–16            | «Голден-Стейт Ворріорз» | 81  | 81  | 34.7 | .490 | .388 | .696 | 9.5 | 7.4 | 1.5 | 1.4 | 14.0 |
| 2016–17†           | «Голден-Стейт Ворріорз» | 76  | 76  | 32.5 | .418 | .308 | .709 | 7.9 | 7.0 | 2.0 | 1.4 | 10.2 |
| 2017–18†           | «Голден-Стейт Ворріорз» | 70  | 70  | 32.7 | .454 | .301 | .775 | 7.6 | 7.3 | 1.4 | 1.3 | 11.0 |
| 2018–19            | «Голден-Стейт Ворріорз» | 66  | 66  | 31.3 | .445 | .285 | .692 | 7.3 | 6.9 | 1.4 | 1.1 | 7.4  |
| 2019–20            | «Голден-Стейт Ворріорз» | 43  | 43  | 28.4 | .389 | .279 | .759 | 6.2 | 6.2 | 1.4 | .8  | 8.0  |
| 2020–21            | «Голден-Стейт Ворріорз» | 63  | 63  | 31.5 | .447 | .270 | .795 | 7.1 | 8.9 | 1.7 | .8  | 7.0  |
| 2021–22†           | «Голден-Стейт Ворріорз» | 46  | 44  | 28.9 | .525 | .296 | .659 | 7.3 | 7.0 | 1.3 | 1.1 | 7.5  |
| Усього за кар'єру  | Усього за кар'єру       | 685 | 535 | 28.5 | .441 | .315 | .712 | 6.9 | 5.4 | 1.4 | 1.0 | 8.7  |
| В іграх усіх зірок | В іграх усіх зірок      | 3   | 0   | 15.7 | .375 | .000 | .750 | 5.7 | 2.7 | 2.0 | .7  | 3.0  |

### Плей-оф
| Сезон             | Команда                 | GP  | GS  | MPG  | FG%  | 3P%  | FT%  | RPG  | APG | SPG | BPG | PPG  |
| ----------------- | ----------------------- | --- | --- | ---- | ---- | ---- | ---- | ---- | --- | --- | --- | ---- |
| 2013              | «Голден-Стейт Ворріорз» | 12  | 1   | 18.6 | .429 | .391 | .765 | 4.3  | 1.6 | .5  | .8  | 5.8  |
| 2014              | «Голден-Стейт Ворріорз» | 7   | 4   | 32.6 | .467 | .276 | .792 | 8.3  | 2.9 | 1.7 | 1.7 | 11.9 |
| 2015†             | «Голден-Стейт Ворріорз» | 21  | 21  | 37.3 | .417 | .264 | .736 | 10.1 | 5.2 | 1.8 | 1.2 | 13.7 |
| 2016              | «Голден-Стейт Ворріорз» | 23  | 23  | 38.2 | .431 | .365 | .738 | 9.9  | 6.0 | 1.6 | 1.8 | 15.4 |
| 2017†             | «Голден-Стейт Ворріорз» | 17  | 17  | 34.9 | .447 | .410 | .687 | 9.1  | 6.5 | 1.8 | 1.6 | 13.1 |
| 2018†             | «Голден-Стейт Ворріорз» | 21  | 21  | 39.0 | .432 | .266 | .796 | 10.6 | 8.1 | 2.0 | 1.5 | 10.8 |
| 2019              | «Голден-Стейт Ворріорз» | 22  | 22  | 38.7 | .498 | .228 | .718 | 10.1 | 8.5 | 1.5 | 1.5 | 13.3 |
| 2022†             | «Голден-Стейт Ворріорз» | 22  | 22  | 32.0 | .479 | .205 | .638 | 7.2  | 6.3 | 1.1 | 1.0 | 8.0  |
| Усього за кар'єру | Усього за кар'єру       | 145 | 131 | 35.0 | .448 | .306 | .727 | 9.0  | 6.2 | 1.5 | 1.4 | 11.8 |

## Виступи за збірну
2016 року у складі збірної США став олімпійським чемпіоном Ріо-де-Жанейро. 2021 року став дворазовим олімпійським чемпіоном.

## Особисте життя
Одружений, має двох дітей — дочку Кайлу та сина Дреймонда молодшого. Також має двох братів та трьох сестер. 
Проживає у Емерівіллі, Каліфорнія, оскільки вважає життя у Сан-Франциско надто дорогим.
14 вересня 2015 року перерахував 3,1 млн. доларів своїй альма-матір Університету штату Мічиган на побудову нового спортивного приміщення. Ця пожертва стала найбільшою фінансовою допомогою від спортсмена в історії закладу.
10 липня 2016 року був заарештований за бійку у барі, за що заплатив штраф 200 доларів.